# 8128
8128（八千一百二十八）是介于8127与8129之间的自然数。

## 在數學上
- 合數，正因數有1、2、4、8、16、32、64、127、254、508、1016、2032、4064和8128。
質因數分解為{\displaystyle 2^{6}\times 127}。
- 第4個完全數，其中，8128 = {\displaystyle 2^{6}\times \left(2^{7}-1\right)}對應的梅森素数為127。前一個為496、下一個為33550336。
- 第11個歐爾調和數，因數调和平均数為7。前一個為6200、下一個為8190。
- 不尋常數，大於平方根的質因數為127。
- 十进制的奢侈數。
- 第127个三角形数
- 第64个六边形数
- 第8个292边形数
- 第4个1356边形数。
- 第11個歐爾調和數 [1]

- 第42個中心九邊形數

## 在交通
鼎東客運8128路線是從臺東到臺東航空站

## 在天文
- 小行星8128又稱8128 Nicomachus。